# Micralymma
Micralymma is een geslacht van kevers uit de familie van de kortschildkevers (Staphylinidae).

## Soorten
- Micralymma laticolle Motschulsky, 1860
- Micralymma marinum (Ström, 1783)